# Stazione di Higashi-Shiogama
La stazione di Higashi-Shiogama (東塩釜駅?, Higashi-Shiogama-eki) è una stazione ferroviaria della città di Shiogama, nella prefettura di Miyagi, in Giappone, ed è servita dalla ferrovia suburbana linea Senseki della JR East.

## Servizi ferroviari
East Japan Railway Company
■ Linea Senseki

## Struttura
La stazione è dotata di un marciapiede laterale e uno a isola con tre binari passanti su terrapieno, collegati da sottopassaggio. Il fabbricato viaggiatori dispone di tornelli di accesso, una biglietteria automatica e servizi igienici.
| 1 | ■ Linea Senseki | per Matsushima-Kaigan e Takagimachi          |
| 2 | ■ Linea Senseki | per Hon-Shiogama, Tagajō, Sendai e Aoba-dōri |

## Stazioni adiacenti
| «             | Servizio                          | »                 |
| Linea Senseki | Linea Senseki                     | Linea Senseki     |
| ------------- | --------------------------------- | ----------------- |
| Hon-Shiogama  | ■ Locale                          | Rikuzen-Hanada    |
| Hon-Shiogama  | ■ Espresso Verde ■ Espresso Rosso | Matsushima-Kaigan |